# هوریزاد آیوازیان
هوریزاد (هور) آیوازیان (ارمنی: Հուրիզադ (Հուր) Այւազեան؛ زادهٔ ۱۹۵۷) ورزشکار دو و میدانی ارمنی‌تبار اهل ایران است که در مسابقات قهرمانی در مجموع در برندهٔ مدال طلا و برندهٔ مدال نقره شده است.

## زندگی‌نامه
در سال ۱۳۳۶ تولد یافته است. وی از سال ۱۳۴۸ در مسابقات بسکتبال و دو و میدانی آموزشگاهی و المپیک ارامنه ایران در تهران شرکت نموده است. در دو و میدانی در رشته‌های دو ۴۰۰ متر، ۸۰۰ متر، ۱۵۰۰ متر و ۴۰۰ متر با مانع موفقیت کسب کرده است. با تیم دو و میدانی باشگاه فرهنگی-ورزشی آرارات در مسابقات بین باشگاهی در تهران و شهرستان‌ها شرکت کرده و مقام‌های اول و دوم را به نام خود ثبت نموده است.
در سال ۱۹۷۴ (۱۳۵۳) در مسابقات انتخابی بازی‌های آسیایی شرکت کرده و در دو ۱۵۰۰ متر مقام دوم را به دست آورده، جواز شرکت در این مسابقات را کسب کرده است. مسابقات آسیایی آن سال در تهران برگزار شد که خانم آیوازیان نیز در آن شرکت داشته است.